# Njutn
Njutn (znak N) je mjerna jedinica SI za silu. Jedinica je dobila ime po fizičaru Isaacu Newtonu, kao priznanje za njegov rad na području klasične mehanike

## Definicija
Njutn je iznos sile kojom je potrebno djelovati na tijelo mase 1 kilogram da bi se ono ubrzalo za 1 metar u sekundi na kvadrat.
{\displaystyle {\rm {1~N=1~{\frac {kg\cdot m}{s^{2}}}}}}
Ovaj izraz odgovara jednostavnom obliku drugog Newtonovog zakona prema kojemu je ubrzanje definirano kao iznos promjene brzine podijeljen s proteklim vremenom.

## Decimalni dijelovi i višekratnici
| Višekratnik | Ime        | Simbol |  | Višekratnik | Ime        | Simbol |
| ----------- | ---------- | ------ |  | ----------- | ---------- | ------ |
| 100         | njutn      | N      |  |             |            |        |
| 101         | dekanjutn  | daN    |  | 10–1        | decinjutn  | dN     |
| 102         | hektonjutn | hN     |  | 10–2        | centinjutn | cN     |
| 103         | kilonjutn  | kN     |  | 10–3        | milinjutn  | mN     |
| 106         | meganjutn  | MN     |  | 10–6        | mikronjutn | µN     |
| 109         | giganjutn  | GN     |  | 10–9        | nanonjutn  | nN     |
| 1012        | teranjutn  | TN     |  | 10–12       | pikonjutn  | pN     |
| 1015        | petanjutn  | PN     |  | 10–15       | femtonjutn | fN     |
| 1018        | eksanjutn  | EN     |  | 10–18       | atonjutn   | aN     |
| 1021        | zetanjutn  | ZN     |  | 10–21       | zeptonjutn | zN     |
| 1024        | jotanjutn  | YN     |  | 10–24       | joktonjutn | yN     |

## Objašnjenje
Težina je također sila, pa je stoga njutn i mjerna jedinica za težinu, ali se u svakodnevnoj uporabi često griješi govoreći o težini u kilogramima kada se zapravo misli na masu.
Njutn se počeo primjenjivati oko 1904., ali je tek 1948. službano prihvaćen kao naziv za jedinicu sile u sustavu MKS.
Težina manje jabuke iznosi oko 1 njutn, što pristaje uz priču kako je Newton dobio ideju o djelovanju gravitacije nakon što ga je udarila jabuka otpala sa stabla.

## Konverzije
|                                                                                                | njutn        | din          | kilopond         | funta sile        | poundal           |
| ---------------------------------------------------------------------------------------------- | ------------ | ------------ | ---------------- | ----------------- | ----------------- |
| 1 N                                                                                            | ≡ 1 kg·m·s−2 | = 105 dyn    | ≈ 0,10197 kp     | ≈ 0,22481 lbf     | ≈ 7,2330 pdl      |
| 1 dyn                                                                                          | = 10−5 N     | ≡ 1 g·cm·s−2 | ≈ 1,0197·10−6 kp | ≈ 2,2481·10−6 lbf | ≈ 7,2330·10−5 pdl |
| 1 kp                                                                                           | = 9,80665 N  | = 980665 dyn | ≡ gn·(1 kg)      | ≈ 2,2046 lbf      | ≈ 70,932 pdl      |
| 1 lbf                                                                                          | ≈ 4,448222 N | ≈ 444822 dyn | ≈ 0,45359 kp     | ≡ gn·(1 lb)       | ≈ 32,174 pdl      |
| 1 pdl                                                                                          | ≈ 0,138255 N | ≈ 13825 dyn  | ≈ 0,014098 kp    | ≈ 0,031081 lbf    | ≡ 1 lb·ft/s²      |
| U tablici je korištena vrijednost za gn koja je prihvaćena pri službenoj definiciji kiloponda. |              |              |                  |                   |                   |

## Poveznice
- Isaac Newton
- SI sustav
- Sila